# Röhrichte und Salzwiesen am Süßen See
Die Röhrichte und Salzwiesen am Süẞen See sind ein FFH-Gebiet in der Gemeinde Seegebiet Mansfelder Land im Landkreis Mansfeld-Südharz in Sachsen-Anhalt.

## Allgemeines
Das FFH-Gebiet ist circa 53 Hektar groß (beim Bundesamt für Naturschutz ist die Größe mit 57 Hektar angegeben). Es überlagert sich mit dem Landschaftsschutzgebiet „Süßer und Salziger See“. Teile des FFH-Gebietes sind als Naturschutzgebiet „Salzwiesen bei Aseleben“ ausgewiesen. Das FFH-Gebiet ist durch die Landesverordnung zur Unterschutzstellung der Natura 2000-Gebiete im Land Sachsen-Anhalt (N2000-LVO LSA) seit dem 21. Dezember 2018 rechtlich gesichert. Zuständige untere Naturschutzbehörde ist der Landkreis Mansfeld-Südharz.

## Beschreibung
Das aus drei Teilflächen bestehende FFH-Gebiet liegt westlich von Halle (Saale) am Nord- und Südufer des Süßen Sees. Es umfasst ausgedehnte Schilfröhrichte, in die insbesondere am Nordufer Gehölzbestände eingebettet sind, und die vorgelagerte Wasserfläche. Im Gebiet sind Feuchtwiesen mit Salzpflanzengesellschaften unter anderem aus Standmilchkraut, Stranddreizack, Kleinblütiger Schwarzwurzel, Wiesengerste und Entferntähriger Segge ausgebildet. Eine Besonderheit sind Vorkommen des Sumpfknabenkrauts.
Die Röhrichte beherbergen zum Teil individuenreiche Bestände der Schmalen Windelschnecke und sind Lebensraum unter anderem für Schilfrohrsänger, Drosselrohrsänger und Rohrweihe. An den Salzstellen sind unter anderem die Laufkäfer Erzfarbener Handläufer, Erzfarbener Salzstellenläufer, Salzstellen-Ahlenläufer, Salzstellen-Buntschnellläufer und Salzstellen-Rotstirnläufer heimisch.